# Vafd Párt
A Vafd Párt az első világháborút követően jött létre Egyiptomban. A vafd jelentése: delegáció, ami arra utal, hogy a versailles-i béketárgyalásokon 1919-ben prezentálták függetlenségi igényeiket.
Vezetőjük Szaad Zaglul volt, akit 1919-ben letartóztattak a britek. Március 9-én emiatt zavargások, végül forradalom tört ki Kairóban, ami az egész országban szétterjedt. 800 egyiptomival végeztek a megszálló angolok, végül pedig április 7-én kénytelenek voltak szabadon engedni a Máltára száműzött Zaglult. Április 11-én jutott el az ominózus delegáció a béketárgyalásokra, és itt kellett keservesen csalódnia.
A Vafd Párt ezután továbbra is a függetlenség híve lett, ám ezt alkotmányos eszközökkel akarta kivívni. A britek függetlenségről ugyan hallani sem akartak, de az európai rendszer meghonosítása nem volt ellenükre. 1924 januárjában megtartották az első egyiptomi választásokat, ami Zaglult juttatta miniszterelnöki pozícióba. Ez volt az ún. egyiptomi liberális kísérlet kezdete, mely 1936-ig tartott.
A pártot 1952-ben, mint britekkel együttműködő, monarchista szervezetet betiltották. 1983-ban alakították meg utódját, az Új Vafd Pártot.

## Elnökök
- Szaad Zaglul pasa (1919-1927)
- Musztafa an-Nahhász pasa (1927-1952)